# Walding
Walding é um município da Áustria, localizado no distrito de Urfahr-Umgebung, estado de Alta Áustria.